# مدفورد لیکس، نیوجرسی
مدفورد لیکس (به انگلیسی: Medford Lakes) شهری در ایالت نیوجرسی کشور ایالات متحده آمریکا است که جمعیت آن در سرشماری سال ۲۰۱۰ میلادی، ۴٬۱۴۶ نفر بوده‌است.